# Stavros Arnaoutakis
Stavros Arnaoutakis (n. 25 mai 1956) este un om politic grec, membru al Parlamentului European în perioada 2004-2009 din partea Greciei.
1. ↑   http://www.europarl.europa.eu/meps/en/28578/STAVROS_ARNAOUTAKIS_home.html Lipsește sau este vid: |title= (ajutor)
2. ↑  , Parlamentul Elen[*] Lipsește sau este vid: |title= (ajutor);
3. ↑  Deputații în Parlamentul European